# Борки (Борисовський район, Метченська сільська рада)
Борки (біл. вёска Боркі) — село в складі Борисовського району Мінської області, Білорусь. Село належало Метченській сільській раді, розташоване в східній частині області.